# Скрюмир (спутник)
Скрюмир — естественный спутник Сатурна. Его открытие было объявлено Скоттом Шеппардом, Дэвидом Джуиттом и Дженом Клина 7 октября 2019 года из наблюдений, проведённых в период с 12 декабря 2004 года по 22 марта 2007 года. Постоянное название ему было присвоено в августе 2021 года. 24 августа 2022 года он был назван в честь Утгарды-Локи (также известного как Скрюмир), ётуна из скандинавской мифологии.
Диаметр Скрюмира — около 4 км, большая полуось —  21 427 000 км, период обращения — 1164,3 земных суток, обращается вокруг Сатурна с прямым направлением под наклоном 177,7° к плоскости эклиптики, эксцентриситет орбиты — 0,399.